# Cadiz (Indiana)
Pour les articles homonymes, voir Cadiz.
Cadiz est une municipalité américaine située dans le comté de Henry en Indiana.
Lors du recensement de 2010, sa population est de 150 habitants. La municipalité s'étend alors sur une superficie de 0,16 mille carré (0,41 km2).
Cadiz est fondée en 1836 par David Pickering. De nombreux habitants du bourg sont à l'époque originaires du comté de Harrison en Ohio, dont Cadiz est le siège.